# Verifica qualitativa programmi trasmessi
Verifica qualitativa programmi trasmessi (VQPT) è una collana di monografie (studi e ricerche) edita da Rai Libri, nata nel 1984. I volumi spaziano dall'informazione alla fiction, dal rapporto tra media e società agli studi comparati tra media italiani e internazionali.

## Storia
La storia della collana VQPT può essere divisa in due fasi: dal 1976 al 1984 e dal 1985 a oggi.

### Dal 1976 al 1984
La legge 49/1975 (Riforma del servizio pubblico radiotelevisivo) previde la creazione, all'interno della società concessionaria del servizio pubblico, di un gruppo di ricerca sulla qualità dei programmi trasmessi. Le ricerche dovevano essere volte alla raccolta e "interpretazione dei dati di analisi di contenuto dei programmi televisivi", soffermandosi in particolare sul rispetto del pluralismo nell'informazione.
Nel 1976 la Rai, in ottemperanza della disposizione legislativa, creò la struttura denominata "Verifica programmi trasmessi". I curatori della struttura erano Giancarlo Mencucci e Nicola De Blasi. La struttura faceva capo alla segreteria del consiglio di amministrazione della Rai.
Nel periodo 1976-1984 la struttura elaborò 60 studi. Le prime monografie ebbero come oggetto la comunicazione politica e la copertura televisiva delle campagne elettorali. Seguirono alcuni studi di impronta sociologica e semiotica.
Negli anni ottanta il campo delle ricerche si allargò a temi di rilevanza sociale: le consuete analisi delle campagne elettorali furono affiancate da studi sulle relazioni tra i media e la mafia, il terrorismo, la cultura di massa e l'identità femminile.

### Dal 1985 ad oggi
Le ricerche uscite fino al 1984, elaborate in forma dattiloscritta su carta formato A4, avevano avuto una circolazione limitata ai componenti della Commissione parlamentare di vigilanza RAI e agli esperti del settore. Nel 1984 la Rai concluse un accordo con la Nuova Eri (oggi Rai Libri) che consentì la pubblicazione delle ricerche e la loro diffusione al grande pubblico. Nacque così la collana "RAI VPT" (Verifica programmi trasmessi) che divenne, a partire dal 1988, "RAI VQPT" (Verifica qualitativa programmi trasmessi).
Negli anni novanta la responsabilità della collana passò dalla segreteria del consiglio di amministrazione alla direzione analisi, studi e ricerche di mercato. Dopo la scomparsa di Giancarlo Mencucci, Celestino Spada, dirigente programmi televisivi di Raitre e Raiuno, viene nominato nel 1991 responsabile della Vqpt,  e svolse questo ruolo fino al 31 dicembre 1999.
Nel 1999 la collana confluì all'interno della struttura "Studi e ricerche di mercato" della direzione marketing strategico, offerta e palinsesti. Dopo altri passaggi, nel 2004 fu inclusa nell'ufficio studi della direzione marketing.
Nel corso degli anni ottanta e novanta la collana allargò il suo raggio d'orizzonte: furono pubblicate monografie sui generi televisivi, sulle strategie di coinvolgimento dello spettatore, sulla rappresentazione della quotidianità da parte della televisione, sui nuovi formati.
Dal punto di vista grafico editoriale, la collana ha vissuto tre fasi distinte:
- 1985-1992:  "collana bianca". Formato tascabile, copertina inizialmente in bianco e nero, poi con striscia colorata". Comprende i voll. 61-111.
- 1992-1996:  "collana a colori". Formato più grande, con un disegno in copertina. Comprende i voll. 112-165.
- 1996-oggi:  "collana blu". Formato immutato, con una fotografia in copertina. Comprende i voll. dal 166 in poi.